# 蔭山武人
蔭山 武人（かげやま たけと、1943年10月22日 -　2016年12月16日 ）は、元NHKエグゼクティブアナウンサー、元広島経済大学教授。享年73歳。

## 人物
- 東京都品川区生まれ。戦争の影響もあり徳島県徳島市に移る。
- 徳島県立城東高等学校を経て国際基督教大学（ICU）卒業後、1967年入局。同期に草野仁などがいる。
- 在職時は主に報道・スポーツ・ナレーションを担当。高松→佐世保→徳島→東京アナウンス室→北九州→大阪→福岡→東京アナウンス室→富山（1997～1999 放送局長）→東京アナウンス室で勤務。
- 2003年 定年退職。以後も東京アナウンス室専門委員として、しばらくNHKラジオなどでニュース・一部の番組を担当。
- 2004年 広島経済大学メディアビジネス学科の教授に就任。地域活性家、エッセイスト、日本ペンクラブ会員、「国際ことば朗読会」代表なども務めている。
- 2016年12月16日 死去、享年73歳。

## 担当番組
- NHKモーニングワイドきんき 土曜日キャスター
- 歌会始中継担当（1995、1996、1997）
- NHKニュース7 ニュースリーダー（1996.4 - 1997.6）
- FMハムスター開局記念特別番組の司会（2009）

## 関連サイト
- 蔭山武人の大辞典